# Fred Bradshaw
Pour les articles homonymes, voir Bradshaw.
Fred Bradshaw est un homme politique canadien en Saskatchewan. Il est député provincial de la circonscription électorale saskatchewanaise de Carrot River Valley à titre de député du Parti Saskatchewanais à l'Assemblée législative de la Saskatchewan de 2007 à 2024.
Il est ministre des Autoroutes dès janvier 2021 à la suite de la démission de Joe Hargrave dans le cabinet du premier ministre Scott Moe. Exclus du cabinet en mai 2022, il se représente lors de l'élection de 2024.